# 昭和31年台風第3号
昭和31年台風第3号（しょうわ31ねんたいふうだい3ごう、国際名：セルマ/Thelma）は1956年4月にフィリピンに上陸後、鹿児島県に上陸した台風である。1951年の統計開始以降、日本への上陸日時が1年の中で最も早かった台風であり、なおかつ唯一4月に日本に上陸した稀な台風でもある。

## 概要

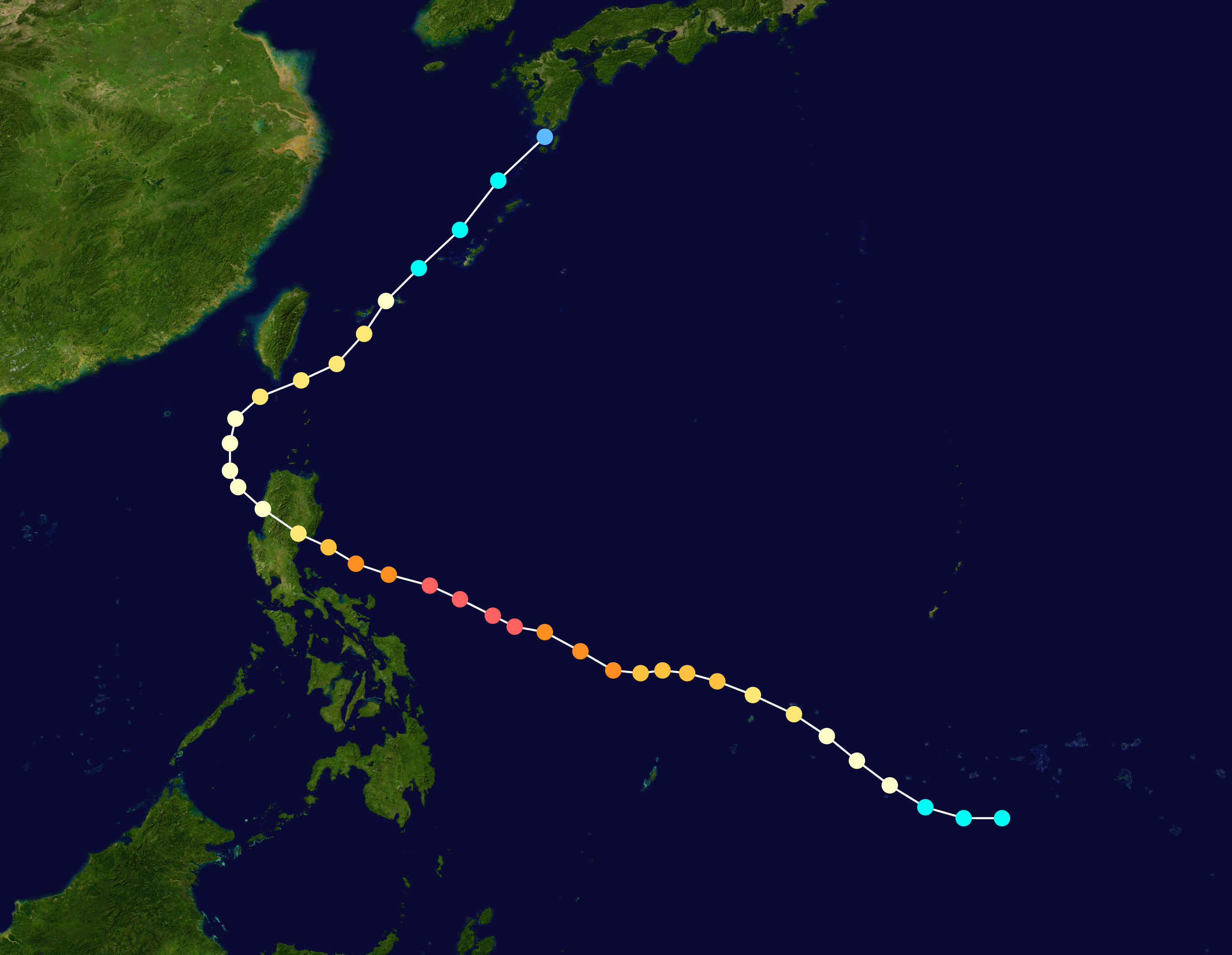
進路図

1956年4月16日15時 、カロリン諸島（北緯6度0分、東経145度7分）で台風3号が発生。台風は21日18時頃にフィリピン北部のルソン島に上陸。南シナ海で北寄りに進路を変え、24日6時頃に南西諸島に接近し、同日9時に宮古島付近を通過した。そして25日の7時30分頃、鹿児島県大隅半島に上陸し、同日9時に消滅した。このため、新聞では「台風3号が消えた」と報じられた。この台風は一時、フィリピンの東海上で中心気圧935hPaにまで発達したが、転向し北上するにつれて急速に勢力が衰えた。

## 早い上陸の記録
この台風のように、1年の中で4月以前に日本に上陸した台風は他に例がなく、統計史上最も早い上陸台風となり、2021年現在でもこの記録は破られていない。2番目に早い上陸台風（1965年の6号）でさえ5月の後半の27日に上陸しているため、この台風はそれより1ヶ月以上も早かったことになる。
| 順位 | 名称                              | 国際名 | 上陸日時               | 上陸地点              |
| ---- | --------------------------------- | ------ | ---------------------- | --------------------- |
| 1    | 昭和31年台風第3号                 | Thelma | 1956年4月25日 7時30分  | 鹿児島県/大隅半島南部 |
| 2    | 昭和40年台風第6号                 | Amy    | 1965年5月27日 12時     | 千葉県/房総半島       |
| 3    | 平成15年台風第4号                 | Linfa  | 2003年5月31日 6時30分  | 愛媛県宇和島市付近    |
| 4    | ジュディ台風（昭和28年台風第2号） | Judy   | 1953年6月7日 9時       | 熊本県八代市付近      |
| 5    | 平成16年台風第4号                 | Conson | 2004年6月11日 16時     | 高知県室戸市付近      |
| 6    | 昭和38年台風第3号                 | Rose   | 1963年6月13日 22時     | 高知県宿毛市付近      |
| 7    | 平成24年台風第4号                 | Guchol | 2012年6月19日 17時     | 和歌山県南部          |
| 8    | 平成9年台風第7号                  | Opal   | 1997年6月20日 11時30分 | 愛知県豊橋市付近      |
| 9    | 昭和53年台風第3号                 | Polly  | 1978年6月20日 18時     | 長崎県/西彼杵半島     |
| 10   | 平成16年台風第6号                 | Dianmu | 2004年6月21日 9時30分  | 高知県室戸市付近      |